# Santa Maria del Carmine (Napulj)
Santa Maria del Carmine (Naša Gospa od Karmela) je crkva u Napulju, Italija. Nalazi se na jednom kraju Piazze Mercato (Tržni trg), središta građanskog života u Napulju stoljećima dok nije odsječen od ostatka grada urbanom obnovom 1900. godine. Crkvu su u 13. stoljeću osnovala karmelićanska braća protjerana iz Svete zemlje u križarskim ratovima, pretpostavljajući da su u Napuljski zaljev stigli na brodovima Amalfita. Neki izvori, međutim, prve izbjeglice s planine Karmel stavljaju u rano osmo stoljeće. Crkva je još uvijek u uporabi, a zvonik visok 75 metara vidljiv je izdaleka čak i među višim modernim zgradama.
Trg uz crkvu bio je mjesto gdje je 1268. godine Karlo I. Anžuvinac pogubio Conradina, posljednjeg Hohenstaufenovog prijestolonasljednika Napuljskog kraljevstva, čime je započela anžuvinska vladavina kraljevstva. Conradova majka, Elizabeta od Bavarske, osnovala je crkvu za dobrobit duša svog mladog sina i njegovog pratioca, Fridrika od Badena, kao i počivalište za njihove ostatke, gdje se nalaze i danas. Podignut je kip Conradu u spomen, koji je naručio tadašnji prijestolonasljednik Maximilian II od Bavarske, dizajnirao ga je neoklasični kipar Thorvaldsen, a dovršio ga je njegov učenik Schopf 1847.
Godine 1647. trg je bio mjesto bitaka između pobunjenika i kraljevskih trupa tijekom Masaniellove pobune, a kasnije, 1799. godine, bio je poprište masovnog pogubljenja vođa Napuljske Republike 1799. godine. Područje – uključujući i dijelove crkvenog prostora – teško je bombardirano u Drugom svjetskom ratu i još uvijek pokazuje ožiljke razaranja.
Staro samostansko imanje uz crkvu sada služi kao sklonište za potrebite i beskućnike. U crkvi se nalaze dvije poznate religiozne relikvije: jedna, slika "Smeđe Madone" (talijanski: Madonna Bruna), navodno su je donijeli izvorni karmelićani; drugi je lik Raspeća na kojem nedostaje trnova kruna. Prema legendi, kruna je otpala dok se Kristova glava pomicala kada je zgradu pogodilo topovsko zrno 1439. tijekom aragonske opsade.

## Interijer
Razrađenu baroknu dekoraciju (1755.–56.), uključujući štukature, izrezbareno drvo i višebojni mramor, dizajnirao je Nicola Tagliacozzi Canale. Kip svetog Mihaela arkanđela pripisuje se Girolamu Santacroceu. U crkvi se nalazi i nadgrobni spomenik Konradinu Švapskom. Kapele imaju oltarne slike Mattie Pretija, Giovannija Sarnellija, Mattea Bottigliera, Francesca De Mure, Francesca Solimena i Antonija Sarnellija. Kapela Virgin del Carmelo, ima ikonu Bogorodice s djetetom iz 12. stoljeća. Prezbiterij ima nekoliko urni od alabastera. Glavni oltar dovršili su Pietro i Giuseppe Mazzetti. Sakristija ima freske Filippa Falciatorea koje prikazuju svece karmelićanskog reda. Zvonik je obnovio arhitekt Giuseppe Nuvolo u 17. stoljeću, a ima kupolu u obliku lukolike kupole ukrašenu majolikom.

## Daljnje čitanje
- Tommaso Quagliarella, Il Carmine Maggiore di Napoli . Salvatore Mazzolino, Taranto 1932.
- Gabriele Monaco, S. Maria del Carmine detta "La Bruna" . Laurenziana, Napulj 1975.
- Gabriele Monaco, Piazza Mercato - sette secoli di storia (drugo izdanje). Laurenziana, Napulj 1982.
- Vincenzo Regina, Le chiese di Napoli. Viaggio indimenticabile attraverso la storia artistica, architettonica, letteraria, civile e spirituale della Napoli sacra . Newton e Compton, Napulj 2004.

## Vanjske poveznice
|  | Zajednički poslužitelj ima još gradiva o temi Santa Maria del Carmine (Napulj) |